# Andrej Startsev
Andrej Jurievic Startsev (kasachisch Андрей Юрьевич Старцев; * 7. Juni 1994 in Pawlodar, Kasachstan) ist ein deutscher Fußballspieler kasachischer Herkunft. Der Abwehrspieler steht beim FSV Zwickau unter Vertrag.

## Karriere

### Vereine
Startsev spielte in seiner Jugend bei Hannover 96. 2010 wechselte er vom SC Langenhagen in die Jugend des FC St. Pauli, bei dem er 2012 von der Jugend aufrückte. Am 3. Oktober 2012 gab Startsev sein Debüt für die zweite Mannschaft bei der 2:3-Niederlage gegen den SV Wilhelmshaven in der Regionalliga Nord. Sein erstes Tor erzielte er am 24. März 2014 beim 4:0-Sieg beim SV Meppen.
Am 23. September 2014 kam Startsev erstmals für die erste Mannschaft in der 2. Bundesliga zum Einsatz, als er beim 1:0-Sieg gegen Eintracht Braunschweig über die volle Spielzeit auf dem Platz stand. Nach der Spielzeit 2015/16 verließ er den Verein.
Anfang September 2016 schloss sich Startsev dem Regionalligisten TSV Havelse an, für den er auf 26 Einsätze kam, in denen ihm zwei Tore gelangen.
Zur Saison 2017/18 wechselte Startsev in die Regionalliga Nordost zu Energie Cottbus. Er erhielt einen bis zum Saisonende gültigen Vertrag, der sich nach dem Aufstieg in die 3. Liga um ein Jahr verlängerte. Nach der Spielzeit 2018/19 verließ Startsev den Verein.
Im September 2019 schloss er sich dem VfB Oldenburg an. Nach einer Saison wechselte Startsev zum FC Rot-Weiß Erfurt.

### Nationalmannschaft
Im März 2015 äußerte Startsev den Wunsch, für Kasachstan zu spielen und wurde zu einem Trainingslager der kasachischen U21-Nationalmannschaft nach Estland eingeladen. Am 25. März 2015 kam er bei der 0:3-Testspielniederlage gegen Finnland erstmals zum Einsatz. Insgesamt spielte er dreimal für die U21-Auswahl.

## Erfolge
Energie Cottbus
- Aufstieg in die 3. Liga: 2018